# Pigamon fétide
Thalictrum foetidum
Espèce
Le Pigamon fétide (Thalictrum foetidum) est une espèce de plantes vivaces à petites fleurs de la famille des Ranunculaceae.

## Systématique
Le genre Thalictrum comprend une centaine d'espèces principalement de l'hémisphère Nord.
La famille des Renonculacées dont l'espèce fait partie comprend plus de 2 000 espèces réparties sur environ 47 genres (2 500 espèces et 58 types selon d'autres sources).
Selon la division de ce genre, faite par le botaniste américain Hyde Bailey Liberté (1858-1954), le « nauséabond Pigamo » appartient au « groupe » de Thalictrum dans lequel le fruit est striatum et sessile et du « sous-groupe » avec des étamines à filaments minces, filiformes et des anthères linéaires.

## Étymologie
La signification du terme générique Thalictrum doit remonter à Dioscoride (40-90), médecin, botaniste et pharmacien qui a pratiqué en grec à Rome, ou Pline (23-79), écrivain naturaliste romain, à la fois sous la forme de "thalictron" « faisant allusion (mais c'est un sujet à controverse) à leur floraison précoce ("Thallein" évoque une renaissance, tandis que "Ictar" évoque un début) ou la couleur des pousses tendres. Le nom spécifique foetidum (puant) fait référence à la mauvaise odeur émanant des fleurs.
Le nom scientifique actuellement acceptée (Thalictrum foetidum), a été proposé par Carl von Linné (1707-1778), biologiste et écrivain suédois, considéré comme le père moderne de la classification scientifique des organismes vivants, dans la publication "Especes plantarum" (1753).

## Description
Thalictrum foetidum est une plante herbacée vivace dont la hauteur peut atteindre 2 à 4 dm (maximum 10 dm).
La forme biologique de l'espèce est vivace, celle-ci hivernant au niveau du sol, protégée du gel ou de la neige, avec un axe droit de fleur, et souvent dépourvue de feuille.
Ces plantes produisent des glandes denses pédonculée à la fois le long de la tige aux feuilles. Longueur des glandes : 0,1 mm.

## Habitat
Le Pigamon fétide préfèrent un emplacement semi-ombragé sur des sols humides.
Le substrat doit être glaiseux car le Pigamon fétide préfère des sols relativement riches.